# Castianeira mestrali
Castianeira mestrali är en spindelart som beskrevs av Roger de Lessert 1921. Castianeira mestrali ingår i släktet Castianeira och familjen flinkspindlar. Inga underarter finns listade.